# Патуљаста планета
Патуљасте планете су небеска тела дефинисана као посебна категорија на годишњој скупштини Међународне астрономске уније у Прагу 24. августа 2006. године. Патуљаста планета је небеско тело које:
- се налази у орбити око Сунца,
- има довољну масу да сопственом гравитацијом надвлада силе чврстог тела тако да успостави хидростатичку равнотежу (готово сферног) облика (с тим да ће даље одлуке прописати прецизнију границу и сврставати тело или у ову или у неку другу категорију),
- није очистило околину своје орбите за разлику од планета,
- и које није сателит.

Ова класа објеката је уведена уз доста дискусије и полемике. Између осталог, критеријуми за патуљасту планету су доста непрецизни и клизни. Ниједно тело не може потпуно да очисти своју путању (чак и на Јупитеровој путањи постоји класа астероида Тројанци који се налазе у једној од Лагранжевих тачака). А поред тога не постоји никаква објективна граница да се одреди када је неко тело сфероидално, а када није. Ипак, постојала је потреба да се уведе оваква класа, да би се могла разликовати од традиционалних планета.
Тренутно пет тела су проглашена патуљастим планетама: Церес у астероидном појасу између Марса и Јупитера, Плутон, Хаумеа, Макемаке у Кајперовом појасу, и Ерида у расејаном диску. Дана 11. јуна 2008. године Међународна астрономска унија је увела нову подкласу патуљастих планета које круже око Сунца, али су удаљеније од Нептуна. Нова подкласа је добила име плутоиди. Такође је донета одлука о критеријуму када је неко тело плутоид. Критеријум се базира на његовој апсолутној величини сјаја која мора да буде већа од H = 1.
Израз патуљаста планета сковао је планетарни научник Алан Стерн као део тросмерне категоризације објеката планетарних маса у Сунчевом систему: класичне планете (великих осам), патуљасте планете и сателитске планете. Патуљасте планете су, према томе, првобитно замишљене као врста планете, као што и назив сугерише. Међутим, 2006. године је Међународна астрономска унија (IAU) тај термин усвојила као категорију потпланетарних објеката, део тросмерне рекатегоризације тела која круже око Сунца, подстакнуте открићем Ерида, објекта који је више удаљен од Сунца од Нептуна и који је масивнији од Плутона, али је ипак много мањи од класичних планета. До тога је дошло након што су откривени бројни други објекти који су по величини упоредиви с Плутоном, што је довело до преиспитивања планетарног статуса Плутона. Тако су Стерн и многи други планетарни геолози разликовали патуљасте планете од класичних планета, али од 2006. године IAU већина астронома потпуно је искључила тела попут Ерида и Плутона из пописа планета. Ова редефиниција онога што представља планету је наишла на похвале, али и критике.

## Историја концепта
Почевши од 1801. године, астрономи су између Марса и Јупитера открили Церес и друга тела која су деценијама сматрана планетама. Од тог времена и око 1851. године, када је број планета достигао 23, астрономи су почели да користе реч астероид за мања тела и потом су престали да их називају или класификују као планете.
Са открићем Плутона 1930. године, већина астронома сматрала је да Сунчев систем има девет планета, заједно са хиљадама знатно мањих тела (астероида и комета). Скоро 50 година се сматрало да је за Плутон већи од Меркура, али открићем Плутоновог месеца Харона 1978. године, постало је могуће тачно измерити масу Плутона и утврдити да је она много мања од почетних процена. Била је око једне двадесетине масе Меркура, што је Плутон учинило далеко најмањом планетом. Иако је још увек био више од десет пута масивнији од највећег објекта астероидног појаса, Церес је имао само петину масе земљиног Месеца. Даље се показало да има неке необичне карактеристике, попут великог орбиталног ексцентрицитета и великог нагиба орбите, те је постало очигледно да је то другачије тело од било које друге планете.
Деведесетих година 20. века су астрономи почели да проналазе објекте у истом простору простора као Плутон (што је данас познато као Којперов појас), а неке чак и даље.

## Подаци о патуљастим планетама
Подаци о пет објеката који испуњавају услове за класу патуљастих планета.
| Редни број и Име | Редни број и Име | Велика полуоса | Велика полуоса | Пречник          | Маса          | Астероидни појас        | Откриће |
| ---------------- | ---------------- | -------------- | -------------- | ---------------- | ------------- | ----------------------- | ------- |
| 1                | Церера           | 413.715.000    | 2,766 АЈ       | 975×909          | 9×1020 kg     | Главни астероидни појас | 1801.   |
| 134340           | Плутон           | 5.906.376.272  | 39,482 АЈ      | (2.306 ± 20) km  | 1,305×1022 kg | Којперов појас          | 1930.   |
| 136108           | Хаумеа           | 6.484.000.000  | 43,335 АЈ      | 1.500            | 4,2×1023 kg   | Којперов појас          | 2004.   |
| 136472           | Макемаке         | 6.850.200.000  | 45,791 АЈ      | 1.600-2.000      | 4×1021 kg     | Којперов појас          | 2005.   |
| 136199           | Ерида            | 10.123.000.000 | 67,668 АЈ      | (2.400 ± 100) km | ~1,6×1022 kg  | Расејани диск           | 2005.   |

## Критика нове класификације планета
И поред вишегодишњег рада Међународног астрономског савеза усвојена дефиниција је ипак спорна пошто последњи критеријум о рашчишћеној путањи планета није довољно прецизан. Тако на пример, Земља класификована као планета, још увек има око десет хиљада објеката у околини своје путање.